# Усть-Дунайський морський торговельний порт
Усть-Дуна́йський морськи́й порт — державне підприємство транспортної системи України, яке розташоване в південній частині Жебріянської бухти Чорного моря і стикається з Очаківським гирлом річки Дунай.
Управління порту знаходиться у м. Вилкове Одеської області. Відповідно до Закону України «Про морські порти України» функції адміністрації морського порту виконує Усть-Дунайська філія державного підприємства Адміністрації морських портів України.

## Спеціалізація
Порт був створений в кінці 1970-х рр. насамперед для обслуговування ліхтеровозної системи перевезень (ліхтер (нідерл. lichter) — різновид баржі, вантажне несамохідне безекіпажне однотрюмне морське судно, що використовується для перевезення вантажів буксирними суднами). Порт здійснював прийом, безпечну стоянку та обробку ліхтерів, їх накопичення для подальшого транспортування річкою і морем.
Після припинення роботи ліхтеровозної системи порт спеціалізується на перевалці вантажів з морських суден на річкові для подальшого транспортування Дунаєм і навпаки. До порту приписаний Портопункт Кілія, а також є причал у м. Вилкове, де обслуговується лише річковий транспорт (45°23′38″ пн. ш. 29°35′31″ сх. д. / 45.39389° пн. ш. 29.59194° сх. д.).
Порт переживає важкі часи. Його потужності в 4 млн. тонн вантажів за рік майже не використовуються. У квітні 2013 року було перероблено лише 900 тонн вантажів.

## Загальні відомості
Взимку частіше бувають вітри NW-N-NE напрямків. Влітку вітри змінних напрямків, частіше NW. Штормові вітри понад 15 м/с частіше спостерігаються взимку (до 10 %). Лід утворюється тільки в суворі зими, зазвичай в середині грудня або в першій половині січня. Очищається від льоду порт, як правило, у другій половині лютого — на початку березня.
Загальна площа території порту — 15 га, площа акваторії — 60 га.
Морський підхідний канал до порту Усть-Дунайськ має протяжність 7 км і веде до трьох якірних стоянок для великотоннажних суден, хоча колишні робочі глибини втрачено. Ще один сполучний канал довжиною в 1,5 км пролягає від ковша порту до рукава Прорва.
Морський підхідний канал мав ширину 80—100 м, глибину — 8 м. Проектна глибина гавані — 13 м. Згодом вона значно зменшилась.
Порт проданий за 220 мільйонів гривень 13.03.2023.